# Museo de la Fundación del Partido
El Museo de la Fundación del Partido es un museo ubicado en el distrito central de Pionyang, Corea del Norte, en el lado sur del monte Haebang. El edificio fue construido por el gobierno de ocupación japonés en 1923. Fue utilizado para la exposición de productos de la provincia de P'yŏngan del Sur. En octubre de 1970 se convirtió en un museo dedicado a la vida de Kim Il-sung y la fundación del Partido del Trabajo de Corea (PTC). Cerca del museo, y que también forma parte de él, se encuentra la modesta casa que habitó durante sus primeros días como presidente de Corea del Norte.

## Historia
El edificio original fue construido en 1923 por el gobierno de ocupación japonés. Después de su regreso a Corea después de la Segunda Guerra Mundial, Kim Il-sung fundó el Partido del Trabajo de Corea en este edificio el 10 de octubre de 1945, y aquí se llevaron a cabo muchas de las primeras reuniones de ese partido. Durante la Guerra de Corea, el edificio fue destruido. El museo abrió sus puertas en octubre de 1970.

## Arquitectura
La arquitectura del edificio es del típico estilo colonial japonés; es de bloques y formal, y está construido con piedra gris oscuro. El techo del edificio sigue el modelo del edificio de la Dieta en Tokio, Japón.
El primer piso presenta una exhibición de fotografías y artefactos, mientras que el segundo piso se conserva en su aspecto histórico original.